# Гельгейм

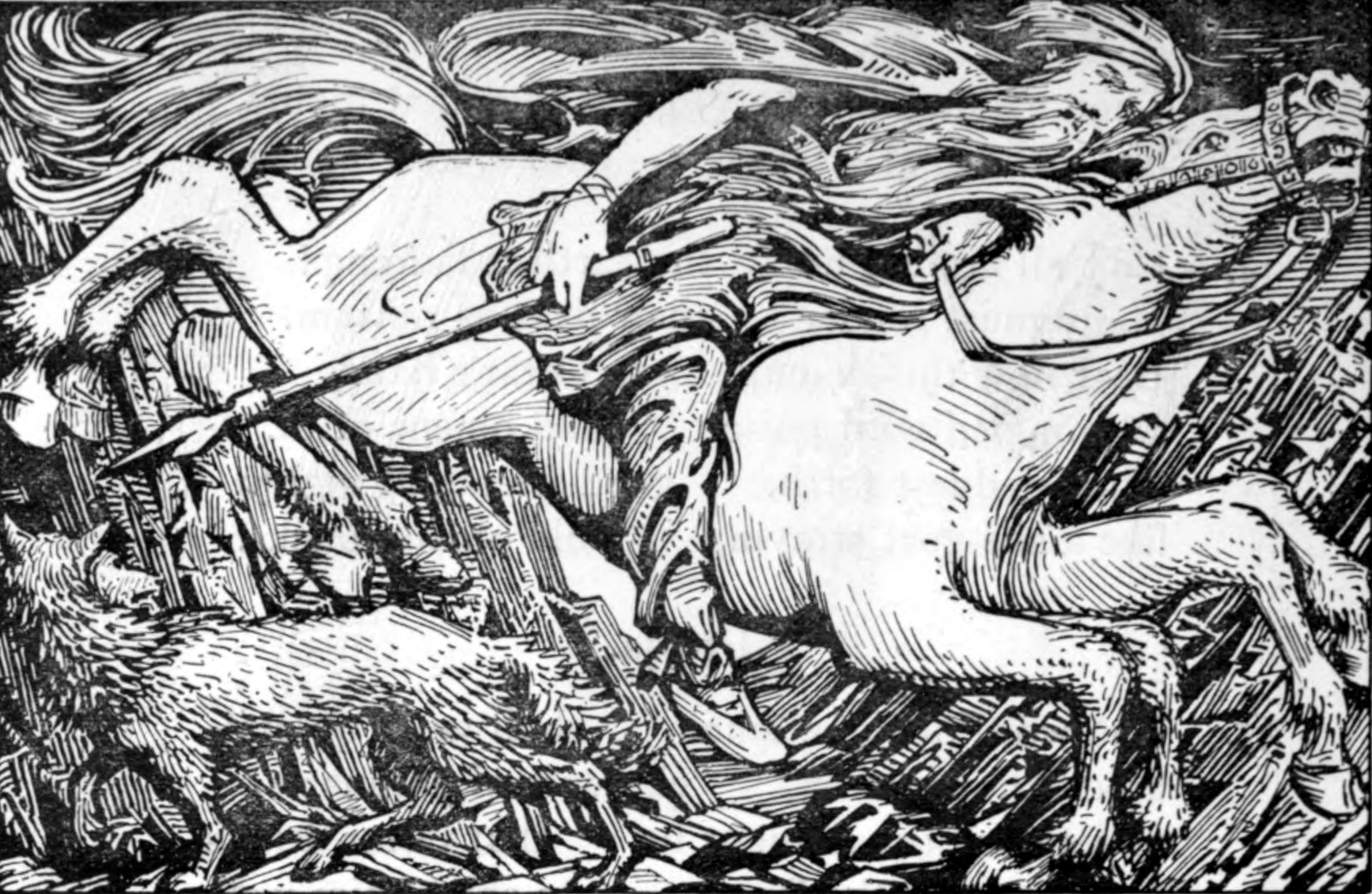
«Одін вирушає до Гельгейму» (ілюстрація 1908 року). Автор — В. Г. Коллінвуд

Гельгейм (нім. Helheim, досл. «Володіння Гель») — в германо-скандинавській міфології один з дев'яти світів, світ мертвих, у якому керує Гель.
Це холодне, темне та туманне місце, куди потрапляють всі загиблі, крім героїв, яких прийняли в ейнгерії. Гельгейм розташовано в Ніфльгеймі, на найнижчому рівні Всесвіту. Його оточено непрохідною річкою Гйолль. Жодна істота, навіть боги, не може повернутися з Гельгейму. Вхід до Гельгейму охороняється Гармом, страхітливим собакою, та велетункою Модгуд.
Гермод — єдиний, хто був у Гельгеймі та повернувся назад.
У день Рагнарок з Гельгейма кораблем Нагльфар військо Гель випливе на битву з асами.
Інші назви:
- Гель (за іменем хазяйки)
- Гельгард (Земля Гель)

## Етимологія
Давньоскандинавський власний іменник жіночого роду Hel відповідає імені сутності, що править в цьому світі — Гель. Це слово має когнати в усіх відгалуженнях германських мов, включаючи давньоанглійське hell (а отже, сучасне англійське hell), старофризьке helle, старосаксонське hellia, давньоверхньонімецьке hella і готське halja. Зрештою, всі форми походять від реконструйованого прагерманського іменника жіночого роду * haljō («приховане місце, підземний світ»). Своєю чергою, прагерманська форма походить від форми праіндоєвропейського кореня * kel-, * kol-: «покривати, приховувати, зберігати».
Цей термін етимологічно пов'язаний із сучасним англійським hall, а отже, і Вальгаллою, потойбічним «залом вбитих» у скандинавській міфології. Hall та його численні німецькі споріднені походження походять від прагерманського *hallō '«закрите місце, зал», від праіндоєвропейського *kol-.
Пов'язані ранньонімецькі терміни та поняття включають прагерманські *halja-rūnō (n), складний іменник жіночого роду та *halja-wītjan, нейтральний складений іменник. Ця форма реконструйована з латинізованого готичного іменника у множині *haliurunnae (засвідченого Йорданом; за словами філолога Володимира Орла, що означає "відьми''), давньоанглійської helle-rúne ("чарівниця, некромант'', за Орлом) та давньоверхньонімецької helli-rūna «магія». Сполука складається з двох елементів: *haljō та *rūnō, прагерманського попередника сучасного англійського rune. Однак другим елементом у готичному haliurunnae може бути агент-іменник від дієслова rinnan («бігти, йти»), що означатиме його буквальне значення «той, хто подорожує до потойбіччя».
Прагерманське *halja-wītjan реконструйоване з давньоскандинавського hel-víti 'пекло', давньоанглійського helle-wíte 'пекло-мука, пекло', старосаксонського helli-wīti 'пекло' та середньоверхньонімецького іменника жіночого роду helle-wīze. Ця сполука є сполукою *haljō (обговорювалося вище) та *wītjan (реконструйовано за такими формами, як давньоанглійська witt «правильний розум, дотепність», старосаксонська gewit «розуміння» та готична un-witi «дурість, розуміння»).

## Свідчення

### Старша Едда
Згідно з Пророкуванням вельви, вельва стверджує, що Гель відіграватиме важливу роль у Рагнарку. Вельва стверджує, що «чорний як сажа півень з палат Гель», який кричить є одним з трьох півнів, які будуть сигналізувати про одне з початкових подій Рагнарка. Два інших — Ф'ялар в Йотунгеймі та Гуллункамбі у Вальгаллі.
У Мові Грімніра строфа 31, Гель вказаний як існуючий під одним із трьох коренів світового дерева Іггдрасілль. Інший веде до морозних велетнів, а третій — до людства. У Guðrúnarkviða I, Герборг розповідає про своє горе, коли вона готувала похорон для різних членів своєї сім'ї, своїх дітей та чоловіків, описуючи це як «організацію їхньої подорожі до Хеля».
У Baldrs draumar Одін їде на край Гель, щоб дізнатися про кошмари, які бачив Бальдр. Він використовує заклинання, щоб оживити труп вельви. Одін представляється під вигаданим ім'ям та чужим виглядом і просить у вельви інформацію, що стосується снів Бальдра. Вельва неохоче продовжує давати пророцтва щодо подій Рагнарка.
Поема дає деяку інформацію щодо географічного положення Геля паралельно з описом в Молодшій Едді, що може бути пов'язано з тим фактом, що воно не було включено в Codex Regius, а є більш пізнім доповненням. Ніфльгель згадується як той, що знаходиться безпосередньо недалеко від Гелю. З'являється закривавлений Гармр, зустрічаючи Одіна на його шляху в Гель. Одін продовжує йти по дорозі і наближається до Гель, який описується як «високий зал Гель». Там він переходить до могили вельви біля східних дверей, де закінчується опис Гель.

### Молодша Едда
У Молодшій Едді дається докладніша інформація про місцезнаходження, включаючи докладний звіт про подорож в цей регіон після смерті бога Бальдра.